# Migidae
Migidae é uma família de aranhas que agrupa cerca de 90 espécies pertencentes a 10 géneros. O táxon tem uma distribuição natural com origem na Gondwana, pelo que ocorre quase exclusivamente no hemisfério sul.

## Descrição
A família Migidade inclui pequenas aranhas caracterizadas pela quase ausência de sedas. A maioria das espécies escava pequenas armadilhas encimadas por um alçapão em seda.
Algumas espécies habitam os troncos dos fetos arbóreos.

## Taxonomia
A família Migidae inclui as seguintes subfamílias e géneros:
- Calathotarsinae Simon, 1903
  - Calathotarsus Simon, 1903 (Chile, Argentina)
  - Heteromigas Hogg, 1902 (Austrália)

- Miginae Simon, 1892
  - Goloboffia Griswold & Ledford, 2001 (Chile)
  - Migas L. Koch, 1873 (Nova Zelândia, Austrália)
  - Poecilomigas Simon, 1903 (África)

- Paramiginae Petrunkevitch, 1939
  - Micromesomma Pocock, 1895 (Madagáscar)
  - Moggridgea O. P-Cambridge, 1875 (África)
  - Paramigas Pocock, 1895 (Madagáscar)
  - Thyropoeus Pocock, 1895 (Madagascar)

- incertae sedis
  - Mallecomigas Goloboff & Platnick, 1987 (Chile)